# Фауна Северне Македоније
Фауна у Северној Македонији има сложену зоогеографску структуру. Она садржи фаунске елементе различитог порекла и одликује се високим степеном реликтних и ендемичних облика. Таксономска разноликост је такође присутна; укупан број животињских врста износи 10.354.
Фауна македонских шума је веома разноврсна и обухвата медведе, дивље свиње, вукове, лисице, дивокозе, срне и јелене. Јавља се и рис, иако веома ретко, у западним планинским деловима Северне Македоније, док се јелени могу наћи на подручју Демир Капије. Од шумских птица могу се срести црноглави славуј, тетреб, мали тетреб, орао крсташ и шумска сова.
Три природна језера у земљи представљају појединачне фаунске зоне, што указује на дугу територијалну изолацију. Фауна Охридског језера је реликт раног доба и језеро је широко познато по летничкој пастрмки, језерској пастрмки, бодорки, као и по неким врстама пужева који су старији од 30 милиона година; сличне врсте могу се наћи само у Бајкалском језеру. Охридско језеро је такође истакнуто у зоологији по европској јегуљи
 и њеном збуњујућем репродуктивном циклусу: она долази до Охридског језера из далеког Саргасовог мора, прелазећи хиљаде километара, и крије се у дубинама језера у периоду од 10 година. Када постане полно зрела, јегуља вођена необјашњивим инстинктима у јесен одлази назад у место свог рођења. Ту се рађа и умире, остављајући своје потомство које ће поново доћи до Охридског језера да почне циклус поново.
| Тип             | Број врста | Ендемизми |
| --------------- | ---------- | --------- |
| Protozoa        | 113        | 32        |
| Porifera        | 10         | 6         |
| Platyhelminthes | 85         | 35        |
| Cnidaria        | 2          | -         |
| Nemertini       | 1          | -         |
| Rotifera        | 269        | -         |
| Nematoda        | 553        | -         |
| Mollusca        | 366        | 131       |
| Annelida        | 186        | 48        |
| Arthropoda      | 8.234      | 383       |
| Chordata        | 535        | 30        |